# Stolipinovo
Stolipinovo (în bulgară Столипиново) este un cartier al orașului Plovdiv, situat la marginea de nord-est a acestuia.
Este cunoscut prin procentul mare al populației de etnie roma: circa 20.000 de oameni din 45.000 de locuitori ai cartierului, dintre care 5.000 se consideră vorbitori de limba romani ("Dassikane Roma"), restul fiind musulmani, vorbitori de limbă turcă  ("Xoraxane Roma").

Cartierul se bucură de o reputație negativă, fiind considerat de către buyagift.com cea mai nesigură destinație de vacanță din lume, printre criterii fiind considerate: numărul de vehicule furate, crime, jafuri, calitatea serviciului de salubritate.